# بينيتو إراولا كونتريرز
بينيتو إراولا كونتريرز (بالإسبانية: Benito Contreras)‏ هو لاعب كرة قدم مكسيكي، ولد في 16 مايو 1905 في المكسيك، وتوفي في 1 يوليو 1972. لعب مع نادي أمريكا.

## وصلات خارجية
- بينيتو إراولا كونتريرز على موقع قاعدة بيانات كرة القدم.إي يو (الإنجليزية)
- بينيتو إراولا كونتريرز على موقع عالم كرة القدم.نت (الإنجليزية)
- بينيتو إراولا كونتريرز على موقع أوليمبيديا (الإنجليزية)